# Hoplopleura phaiomydis
Hoplopleura phaiomydis är en insektsart som beskrevs av Ferris 1921. Hoplopleura phaiomydis ingår i släktet Hoplopleura och familjen gnagarlöss. Inga underarter finns listade i Catalogue of Life.